# Chaetopleurophora asiatica
Chaetopleurophora asiatica är en tvåvingeart som beskrevs av Borgmeier 1962. Chaetopleurophora asiatica ingår i släktet Chaetopleurophora och familjen puckelflugor.
Artens utbredningsområde är Taiwan. Inga underarter finns listade i Catalogue of Life.